# Integrální transformace
Integrální transformace v matematice jsou ty lineární integrální operátory (lineární zobrazení {\displaystyle T\colon A\to B} mezi dvěma prostory funkcí {\displaystyle A,\,B}, jež se dají zapsat v podobě integrálu), které mají tvar
{\displaystyle (Tf)(u)=\int _{\Omega }K(t,u)f(t)\mathrm {d} t},
kde {\displaystyle \Omega \subset \mathbb {R} ^{n}} a {\displaystyle D\subset \mathbb {R} ^{n}} jsou otevřené podmnožiny, {\displaystyle K\colon \Omega \times D\to \mathbb {C} } je měřitelná funkce označovaná v tomto kontextu jako jádro transformace, {\displaystyle f(t)} je libovolná funkce z prostoru {\displaystyle A} a {\displaystyle (Tf)(x)} je její obraz, tedy funkce z prostoru {\displaystyle B}.
Příklady integrálních transformací jsou Fourierova, Laplaceova nebo vlnková transformace.
K integrální transformaci může (ale obecně nemusí) existovat inverzní transformace, převádějící obraz z prostoru {\displaystyle B} zpět na vzor z prostoru {\displaystyle A}. Pokud existuje, dá se vyjádřit rovněž jako integrální operátor, ale s obecně odlišným (tzv. inverzním) jádrem {\displaystyle K^{-1}} a oborem integrace {\displaystyle \Omega '}.
Přehled některých často používaných transformací:
| Transformace | Symbol                                                           | {\displaystyle K}                                                                 | {\displaystyle \Omega }                         | {\displaystyle K^{-1}}                                                                                         | {\displaystyle \Omega '}                                      |
| --- | ---------------------------------------------------------------- | --------------------------------------------------------------------------------- | ----------------------------------------------- | --- | ------------------------------------------------------------- |
| Spojitá Fourierova transformace | {\displaystyle {\mathcal {F}}}                                   | {\displaystyle {\frac {e^{-\mathrm {i} u\cdot t}}{(2\pi )^{n/2}}}}                | {\displaystyle \mathbb {R} ^{n}\,}              | {\displaystyle {\frac {e^{+\mathrm {i} u\cdot t}}{(2\pi )^{n/2}}}}                                             | {\displaystyle \mathbb {R} ^{n}\,}                            |
| Hartleyova transformace | {\displaystyle {\mathcal {H}}}                                   | {\displaystyle {\frac {\cos(ut)+\sin(ut)}{\sqrt {2\pi }}}}                        | {\displaystyle \mathbb {R} \,}                  | {\displaystyle {\frac {\cos(ut)+\sin(ut)}{\sqrt {2\pi }}}}                                                     | {\displaystyle \mathbb {R} \,}                                |
| Mellinova transformace | {\displaystyle {\mathcal {M}}}                                   | {\displaystyle t^{u-1}\,}                                                         | {\displaystyle (0,+\infty )} {\displaystyle \ } | {\displaystyle {\frac {t^{-u}}{2\pi \mathrm {i} }}\,}                                                          | {\displaystyle c+\mathrm {i} \mathbb {R} } {\displaystyle \ } |
| Dvojstranná Laplaceova transformace                                                                                                | {\displaystyle {\mathcal {B}}}                                   | {\displaystyle e^{-ut}\,}                                                         | {\displaystyle \mathbb {R} \,}                  | {\displaystyle {\frac {e^{+ut}}{2\pi \mathrm {i} }}}                                                           | {\displaystyle c+\mathrm {i} \mathbb {R} }                    |
| Laplaceova transformace | {\displaystyle {\mathcal {L}}}                                   | {\displaystyle e^{-ut}\,}                                                         | {\displaystyle (0,+\infty )} {\displaystyle \ } | {\displaystyle {\frac {e^{+ut}}{2\pi \mathrm {i} }}}                                                           | {\displaystyle c+\mathrm {i} \mathbb {R} }                    |
| Weierstrassova transformace | {\displaystyle {\mathcal {W}}}                                   | {\displaystyle {\frac {e^{-(u-t)^{2}/4}}{\sqrt {4\pi }}}\,}                       | {\displaystyle \mathbb {R} \,}                  | {\displaystyle {\frac {e^{+(u-t)^{2}/4}}{\mathrm {i} {\sqrt {4\pi }}}}}                                        | {\displaystyle c+\mathrm {i} \mathbb {R} }                    |
| Abelova transformace | {\displaystyle F,f}                                              | {\displaystyle {\frac {2t}{\sqrt {t^{2}-u^{2}}}}\chi _{(u,\infty )}(t)}           | {\displaystyle \mathbb {R} \,}                  | {\displaystyle {\frac {-1}{\pi {\sqrt {u^{2}\!-\!t^{2}}}}}\chi _{(t,\infty )}(u){\frac {\rm {d}}{{\rm {d}}u}}} | {\displaystyle \mathbb {R} \,}                                |
| Hilbertova transformace | {\displaystyle {\mathcal {H}}il}, {\displaystyle {\mathcal {H}}} | {\displaystyle {\frac {1}{\pi }}{\frac {1}{u-t}}}                                 | {\displaystyle \mathbb {R} \,}                  | {\displaystyle {\frac {1}{\pi }}{\frac {1}{u-t}}}                                                              | {\displaystyle \mathbb {R} \,}                                |
| Hankelova transformace s jádrem obsahujícím {\displaystyle \operatorname {J} _{\nu }(ut)}, Besselovu funkci prvního druhu a řádu ν | {\displaystyle {\mathcal {H}}_{\nu }}                            | {\displaystyle t\operatorname {J} _{\nu }(ut)}                                    | {\displaystyle (0,+\infty )} {\displaystyle \ } | {\displaystyle u\operatorname {J} _{\nu }(ut)}                                                                 | {\displaystyle (0,+\infty )} {\displaystyle \ }               |
| Stieltjesova transformace | {\displaystyle {\mathcal {S}}}                                   | {\displaystyle {\frac {1}{u+t}}}                                                  | {\displaystyle (0,+\infty )} {\displaystyle \ } | |                                                               |
| Vlnková transformace (funkce {\displaystyle \psi } je tzv. mateřská vlnka)                                                         | {\displaystyle \operatorname {W} _{\psi }}                       | {\displaystyle {\frac {1}{\sqrt {a}}}\psi ^{\ast }\left({{t-b} \over {a}}\right)} | {\displaystyle \mathbb {R} \,}                  | |                                                               |